# Gosewijn II van Valkenburg-Heinsberg
Gosewijn II van Valkenburg-Heinsberg (ca. 1105 - 8 april 1167/68) was een middeleeuwse ridder uit het adellijke huis Valkenburg-Heinsberg. Hij was heer van Valkenburg en heer van Heinsberg.

## Levensbeschrijving
Gosewijn II was de jongste zoon van Gosewijn I van Valkenburg-Heinsberg en Oda van Walbeck en hij volgde zijn vader in 1129 op als heer van Valkenburg. Door het overlijden van zijn oudste broer Gerard op 7 augustus 1129 erfde Gosewijn ook Heinsberg, waardoor hij heer van het land van Valkenburg en van de heerlijkheid Heinsberg was, zoals ook blijkt uit een oorkonde van 18 maart 1132 gesteld door koning Lotharius III van Supplinburg. Ook was hij voogd van de proosdij van Meerssen namens de abdij Sint-Remigius te Reims.
Gosewijn kwam in 1144 in conflict met keizer Koenraad III die hem de rijkslenen Gangelt en Richterich afnam. Gosewijn had Gangelt en Richterich reeds vele jaren in zijn bezit en hij weigerde de lenen over te dragen. Hierop verwoestte hertog  Hendrik van Limburg, op koninklijk bevel en zonder noemenswaardige tegenstand, stad en kasteel Heinsberg. De betrekkingen tussen Gosewijn en Koenraad's opvolger Frederik I Barbarossa schijnen beter te zijn geweest, ondanks het feit dat deze het voogdijschap over de proosdij van Meerssen betwistte: Gosewijn was op 9 april 1152 bij Barbarossa's kroning te Aken aanwezig is en wordt ook twee jaar later in de omgeving van de koning te Quedlinburg genoemd. Het is waarschijnlijk aan zijn goede verstandhouding met Barbarossa te danken dat zijn zonen  Gosewijn en Filips aan het keizerlijk hof tot groot aanzien wisten te komen.
Volgens het memoriaalboek van het premonstratenzeressenklooster in Heinsberg overleed Gosewijn II op 8 april in 1167 of 1168.

## Huwelijk en nakomelingen
Gosewijn II was getrouwd met Adelheid van Sommerschenburg, dochter van paltsgraaf Frederik I van Sommerschenburg. Het echtpaar kreeg de volgende kinderen:
- Gosewijn III, († ca 1188), erft Valkenburg, ook actief als bestuurder in Noord-Italië
- Filips I, aartsbisschop van Keulen, grondlegger van Keur-Keulen, bouwer stadsmuren Keulen, opdrachtgever Driekoningenschrijn, Dom van Keulen
- Herman, monnik
- Godfried, erft Heinsberg, gehuwd (2 februari 1172) met Sophia van Loon (ca. 1150 - 12 april 1185), dochter van Lodewijk I van Loon. Trouwe bondgenoot van zijn broer Filips die zijn huwelijk inzegende
- Oda
- Mechthilde, erfdochter van Sommerschenburg. Zij trouwde met markgraaf Dedo III van Lausitz, graaf van Wettin
- Salome, trouwde met graaf Otto van Assel

Gosewijn had een buitenechtelijke dochter: Gertruid. Zij trouwde met ene Hezelo.